# Ташкент (Татышлинский район)
Ташкент (баш. Ташкент) — деревня в Татышлинском районе Республики Башкортостан Российской Федерации. Входит в состав Курдымского сельсовета.

## География

### Географическое положение
Расстояние до:
- районного центра (Верхние Татышлы): 35 км,
- центра сельсовета (Старый Курдым): 10 км,
- ближайшей ж/д станции (Рабак): 10 км.

## Население
| 2002 | 2009 | 2010 |
| ---- | ---- | ---- |
| 118  | ↘111 | ↘96  |

Национальный состав
Согласно переписи 2002 года, преобладающая национальность — башкиры (94 %).